# 東京都交通局
東京都交通局（とうきょうとこうつうきょく、英: Bureau of Transportation Tokyo Metropolitan Government）は、東京都及びその周辺の区域において公営交通事業などを行う東京都の局。
東京都地方公営企業の設置等に関する条例（昭和41年東京都条例第147号）及び東京都公営企業組織条例（昭和27年東京都条例第81号）に基づき、水道局や下水道局とともに設置され、地方公営企業法に基づく地方公営企業として軌道事業・鉄道事業・旅客自動車運送事業・電気事業を行っている。
交通事業として都営地下鉄・都電荒川線・日暮里・舎人ライナー・都営バスを運営しており、都営交通（とえいこうつう、TOEI TRANSPORTATION）と総称される。東京地下鉄（東京メトロ）とともに東京の地下鉄を運営している鉄道事業者である。日本の公営交通で4種類もの交通機関（地下鉄・路面電車・新交通システム・バス）を運営する事業者は現在、東京都交通局のみである。過去にはトロリーバス（都営トロリーバス・1968年廃止）・モノレール（上野懸垂線・2019年休止・2023年廃止）も運営していた。なお、都道府県単位で公共交通機関を運営している例は他に長崎県（長崎県交通局）がある。
キャッチフレーズは『すべての「今日」のために』。

## 沿革
地下鉄、都電、都営バスの詳細な沿革は各事業・各路線の項目を参照。
- 1911年（明治44年）8月1日 - 東京市（当時）が東京鉄道株式会社を買収。東京市電気局を創設し、路面電車（市電）事業と電気供給事業を開始。
- 1923年（大正12年）9月1日 - この日発生した関東大震災で市電に大きな被害を受けた。
- 1924年（大正13年）1月18日 - 市電の応急復旧として、乗合バス（市バス）事業を開始。
- 1942年（昭和17年）
  - 2月1日 - 陸上交通事業調整法に基づく交通統制により以下の事業体を統合。
    - 東京地下鉄道（青バス・ユーランバス・葛飾乗合自動車・城東軌道線・西武軌道線〈受託〉）
    - 王子電気軌道（現在の都電荒川線部分を含む軌道線、王電バス）
    - 東京環状乗合自動車（黄バス）
    - 城東乗合自動車（洲崎 - 三ツ目通り -  言問通り - 鶯谷駅間のバス路線）
    - 東京横浜電鉄（山手線以内のバス路線）
    - 京王電気軌道（同上）

  - 4月1日 - 配電統制令に基づき配電部門を分割、関東配電（東京電力の前身会社）に移譲。
- 1943年（昭和18年）
  - 5月29日 - 財団法人東京市電気局協力会（のちの一般財団法人東京都営交通協力会）を設立。
  - 7月1日 - 都制施行に伴い、名称を東京都交通局に変更。
- 1948年（昭和23年） - 遊覧バス事業を新日本観光株式会社（のちのはとバス）へ譲渡。
- 1952年（昭和27年）5月20日 - 都営トロリーバスが開業。
- 1957年（昭和32年）12月17日 - 上野動物園モノレールが開業。
- 1960年（昭和35年）12月4日 - 都営地下鉄が開業。
- 1963年（昭和38年）6月3日 - 株式会社東京交通会館を設立。
- 1967年（昭和42年）
  - 1月1日 - 財政再建団体に指定。
  - 8月1日 - 「東京都交通事業財政再建計画」（第一次財政再建計画）を策定。
- 1968年（昭和43年）9月30日 - 都営トロリーバスを廃止。
- 1969年（昭和44年）10月16日 - 東京交通サービス株式会社を設立。
- 1972年（昭和47年）11月12日 - この日までに都電路線が現在の荒川線区間を除き廃止。
- 1976年（昭和51年）10月22日 - 第二次財政再建計画を策定。
- 1977年（昭和52年） - 都電・都バス・都営地下鉄一日乗車券の発売を開始。
- 1980年（昭和55年）11月26日 - 第三次財政再建計画を策定。
- 1984年（昭和59年）1月18日 - 財政再建完了に伴い、東京都交通事業経営健全化計画を策定。
- 1987年（昭和62年）11月12日 - 東京トラフィック開発株式会社を設立。
- 1988年（昭和63年）
  - 4月1日 - 都営地下鉄の全線が終日禁煙となる[1]。
  - 7月28日 - 東京都地下鉄建設株式会社を設立。
- 1991年（平成3年）4月1日 - 東京都庁舎移転に伴い交通局本庁舎を、東京交通会館から東京都庁第二本庁舎に移転。
- 1993年（平成5年）11月1日 - Tカードの発売を開始。
- 1994年（平成6年）10月1日 - バス共通カードの発売を開始。
- 1995年（平成7年）7月3日 - 都営地下鉄の全車両が完全冷房化[2]。
- 2000年（平成12年）10月14日 - パスネットを導入。
- 2004年（平成16年）4月1日 - 都営バスの一部路線を、はとバスへ委託。
- 2006年（平成18年）3月7日 - 交通局経営アドバイザリー委員会を設置。
- 2007年（平成19年）3月18日  -  IC乗車カード「PASMO」を導入[3]。同時に東日本旅客鉄道（JR東日本）などが発行するICカード乗車券「Suica」と相互利用を開始[3]。
- 2008年（平成20年）
  - 1月10日 - PASMOの普及に伴い、この日の終電をもってパスネット（Tカード）の発行・発売を終了。
  - 3月14日 - この日の終電をもってパスネット（Tカード）の自動改札機での使用終了。
  - 3月30日 - 日暮里・舎人ライナー開業。同時に一日乗車券を「都営まるごときっぷ」に名称変更。
- 2010年（平成22年）
  - 3月31日 - バス共通カード・乗継割引カードの発売を終了。
  - 7月31日 - バス共通カード・乗継割引カード・都バス都電専用Tカードの利用を終了[4]。
- 2011年（平成23年）8月1日 - 東京都交通局が前身の東京市電気局として創業以来、100周年を迎える[5][6]。各種記念イベントの開催のほか[5]、都電荒川線では33年ぶりに花電車が運転された[7]。同日、PASMOを利用したポイントサービス「ToKoPo」を開始[8]。
- 2013年（平成25年）3月23日 - IC乗車カード全国相互利用開始で、Kitaca、manaca、TOICA、ICOCA、PiTaPa、nimoca、はやかけん、SUGOCAが利用可能になる。
- 2019年（令和元年）
  - 5月31日 - 都営交通の運行情報等を「公共交通オープンデータセンター」を通じて提供開始[9]。
  - 11月1日 - 上野動物園モノレールが休止[10]。
- 2020年（令和2年）3月30日 - 都営交通の運行状況や駅情報を知らせる「都営交通アプリ」配信[11]。
- 2023年（令和5年）12月27日 - 上野動物園モノレールが廃止[12]。

## 紋章・シンボルマーク
局の紋章（局紋）は、東京都章を基にしながら、六方に広がる光の部分を稲妻状に変形し、周囲を真円で囲ったものである。この局紋は、東京都交通局の前身である東京市電気局の創設時に制定された。
1989年に東京都シンボルマークが制定されてからは、これを交通局のシンボルマークとして一般的に用いるようになった。なお都営地下鉄では、2007年以降の新たな案内サインの更新に際し、通常のマークより明度の低い色を背景に、マークそのものを白抜きとしたデザインも用いられるようになっている（このデザインでは通常、「都営地下鉄」・「TOEI SUBWAY」も併記される）。
シンボルマーク制定以降、一般的な表記や掲示において、局紋はこのシンボルマークに順次取って代わられた。このため紋章が使用される機会は激減したが、その後も都営地下鉄や都営バス、都電荒川線、日暮里・舎人ライナーで発行されている乗車券の地紋にあしらわれているほか、都電荒川線9000形電車の車体側面装飾にも採用されている。

東京都章
局紋
東京都シンボルマーク

## 事業

### 鉄道事業
- 地下鉄 - 都営地下鉄（東京都地下高速電車）
  -  浅草線
  -  三田線
  -  新宿線
  -  大江戸線

### 軌道事業
- 路面電車 - 都電（東京都電車）
  -  荒川線（東京さくらトラム）
かつては東京都区部に最盛期には約213 kmの路線網を擁していたが、1972年までに荒川線以外は廃止された。荒川線も本来は都電の大幅廃止とともに廃止される予定であった。詳細は都電荒川線#来歴を参照
- 案内軌条式鉄道（新交通システム）
  -  日暮里・舎人ライナー

### 自動車運送事業
- 乗合バス・貸切バス - 都営バス（東京都乗合自動車・東京都貸切自動車）

### 電気事業
- ダムおよび発電所 - 多摩川の上流部にダムと3箇所の水力発電所を管理している。
  - 白丸ダム
  - 多摩川第一発電所
  - 多摩川第三発電所
  - 白丸発電所

### 廃止事業
- モノレール - 東京都懸垂電車（2023年廃止）
  - 東京都交通局上野懸垂線
老朽化などを理由に2019年休止、2023年廃止。上野動物園に建設されたが遊戯施設（アトラクション）ではなく鉄道事業法基づく鉄道路線として運行され、同法に基づくモノレール路線としては日本最古であった。
- 無軌条電車（1968年廃止）
  - 都営トロリーバス

## 組織
- 局長（公営企業管理者）
- 次長
- 技監
  - 総務部
    - 総務課・企画調整課・財務課・お客様サービス課・安全対策推進課

  - 職員部
    - 人事課・労務課・研修所

  - 資産運用部
    - 資産活用課・事業開発課・会計課・契約課

  - 電車部
    - 管理課・営業課・運転課

  - 自動車部
    - 管理課・計画課・営業課・車両課

  - 車両電気部
    - 管理課・車両課・電力課・信号通信課

  - 建設工務部
    - 管理課・計画改良課・保線課・建築課

## 指定広告代理店
吊り広告等は、東京都交通局指定広告代理店にて取り扱われている。

## 関連団体

### 政策連携団体
- 東京交通サービス株式会社[14]

### 報告団体
- 東京トラフィック開発株式会社[15]
- 株式会社はとバス[15]
- 株式会社東京交通会館[15]
- 有電ビル管理株式会社[15]
- 有楽町駅前開発株式会社[15]
- 東京都地下鉄建設株式会社[15]